# Irgis (Fluss)
Der Irgis (kasachisch Ырғыз Yrghys; russisch Иргиз) ist ein rechter Nebenfluss des Turgai in Kasachstan.
Der Irgis entspringt an den Osthängen des Mugodschar-Gebirges im kasachischen Gebiet Aqtöbe. Er fließt in überwiegend südlicher Richtung bis zu seiner Mündung in den Turgai. Der Irgis hat eine Länge von 593 km und entwässert ein Areal von 31.600 km². Der Irgis wird hauptsächlich von der Schneeschmelze gespeist. Im Sommer fällt der Fluss streckenweise trocken. Zwischen November und April ist der Fluss eisbedeckt. An der Mündung beträgt der mittlere Abfluss 7,56 m³/s.